# Biografia sokalskiego organisty
Biografia sokalskiego organisty – debiutanckie opowiadanie  Józefa Ignacego Kraszewskiego. Opublikowane w pozycji pt. „Noworocznik Litewski na r. 1831” w Wilnie. Źródła jako datę publikacji podają sprzecznie lata 1830 lub 1831.

## Analiza
Opowiadanie można uznać za parodię wielkich biografii romantyczych; jego bohater jest „emanacją zwykłości, a jego życie, pasmem jednostajnej egzystencji”.

## Zobacz reż
- Sokal